# Ventrículo único
En medicina, recibe el nombre de ventrículo único o corazón univentricular una enfermedad del corazón que se incluye dentro de las cardiopatías congénitas. Es una anomalía compleja presente desde el momento del nacimiento que se caracteriza por una cavidad ventricular única, no existiendo separación entre el ventrículo derecho e izquierdo, lo cual acarrea graves problemas hemodinámicos y de oxigenación en los tejidos. Suele asociarse a otras malformaciones del corazón. El tratamiento recomendado es la cirugía cardiaca.

## Fisiopatología
Los niños que presentan está anomalía, mezclan en una única cavidad la sangre procedente del retorno venoso sistémico y pulmonar, el ventrículo impulsa esta mezcla de sangre, distribuyéndola entre el territorio sistémico mediante la arteria aorta y los pulmones a través de la arteria pulmonar, dependiendo de la resistencia que exista en cada uno de estos circuitos al flujo. Como consecuencia los síntomas son variables dependiendo de las circunstancias concretas de cada caso y de la distribución del flujo entre ambas arterias. Las cuatro situaciones posibles son:
- Ventrículo único sin obstrucción al vaciamiento a través de la arteria pulmonar.
- Ventrículo único con obstrucción moderada al vaciamiento a través de la arteria pulmonar.
- Ventrículo único con obstrucción severa al vaciamiento a través de la arteria pulmonar.
- Ventrículo único con obstrucción a flujo sistémico a través de la aorta. Es la variante más grave y se asocia a severa hipertrofia ventricular.

Para complicar más la situación, el ventrículo único se asocia en el 85% de los casos a transposición de los grandes vasos y es frecuente la estenosis de la válvula aórtica, de la válvula pulmonar, y otras anomalías como la ausencia de bazo (asplenia).

## Tratamiento
- Cirugía de Glenn y Fontan.[2]
- Operación de Norwood.